# Estación Andalién
Andalién es una antigua estación de Concepción, Chile. Fue parte del ramal Rucapequén-Concepción), cercano al punto de empalme con el ramal San Rosendo-Talcahuano. Era una de las tres estaciones de Concepción junto con la Estación Central y la estación Chepe.

## Historia
La estación en su configuración arquitectónica representa la tipología art decó, y su construcción finalizó en 1932.
El ramal actualmente se ocupa en el tramo Concepción-Lirquén para servicios de carga por los porteadores Ferrocarril del Pacífico (Fepasa) y Transporte Ferroviario Andrés Pirazzoli (Transap). La vía más allá de Lirquén no está habilitada, y entre Nueva Aldea y Rucapequén, se piensa en reactivar el tráfico, que estuvo activado en el tramo Rucapequén-Coelemu, hasta 1996. El ramal en su totalidad fue utilizado hasta fines de la década de 1980.